# Dona Lee Carrier
Dona Lee Carrier (San Diego, Califórnia, 23 de outubro de 1940 – Berg-Kampenhout, Bélgica, 15 de fevereiro de 1961) foi uma patinadora artística americana, que competiu na dança no gelo. Ela foi medalhista de prata do campeonato nacional americano e do Campeonato Norte-Americano em 1961 com Roger Campbell.
Carrier morreu no acidente com o voo Sabena 548 nas imediações do Aeroporto de Bruxelas, quando viajava junto com a delegação dos Estados Unidos para disputa do Campeonato Mundial que iria acontecer em Praga, na Tchecoslováquia.

## Principais resultados

### Com Roger Campbell
| Resultados                    | Resultados       | Resultados    | Resultados    | Resultados    | Resultados    | Resultados    | Resultados    | Resultados    | Resultados    | Resultados    | Resultados    | Resultados    | Resultados    | Resultados    |
| Internacional                 | Internacional    | Internacional | Internacional | Internacional | Internacional | Internacional | Internacional | Internacional | Internacional | Internacional | Internacional | Internacional | Internacional | Internacional |
| Evento/Temporada              | 1960– 1961       |               |               |               |               |               |               |               |               |               |               |               |               |               |
| ----------------------------- | ---------------- | ------------- | ------------- | ------------- | ------------- | ------------- | ------------- | ------------- | ------------- | ------------- | ------------- | ------------- | ------------- | ------------- |
| Campeonato Norte-Americano    | Medalha de prata |               |               |               |               |               |               |               |               |               |               |               |               |               |
| Nacional                      |                  |               |               |               |               |               |               |               |               |               |               |               |               |               |
| Campeonato dos Estados Unidos | Medalha de prata |               |               |               |               |               |               |               |               |               |               |               |               |               |
|                               |                  |               |               |               |               |               |               |               |               |               |               |               |               |               |